# Sandra Faber
Sandra Moore Faber (Boston, 28 december 1944) is een astrofysicus die bekend staat om haar onderzoek naar de evolutie van sterrenstelsels . Ze is universitair hoogleraar astronomie en astrofysica aan de Universiteit van Californië, Santa Cruz, en werkt bij de Lick Observatory. Ze heeft belangrijke ontdekkingen gedaan die de helderheid van sterrenstelsels koppelen aan de snelheid van sterren in hen en was de mede-ontdekker van de Faber-Jackson relatie. Faber speelde ook een belangrijke rol bij het ontwerpen van de Keck-telescopen in Hawaï.

## Vroege leven en opleiding
Faber studeerde aan het Swarthmore College, met als hoofdvak natuurkunde en een bijvak in wiskunde en astronomie. Ze behaalde haar bachelor in 1966. Ze verdiende haar Ph.D. in 1972 aan Harvard Universiteit, gespecialiseerd in optische observatie-astronomie onder leiding van I. John Danziger.  Gedurende deze tijd was het enige observatorium dat voor haar open was het Kitt Peak National Observatory, dat onvoldoende technologie had voor de complexiteit van haar proefschrift.

## Privéleven
Faber trouwde op 9 juni 1967 met Andrew Leigh Faber, een collega-fysicus van Swarthmore. Ze hebben twee dochters.

## Carrière en onderzoek
In 1972 trad Faber toe tot de faculteit van het Lick Observatory aan de Universiteit van Californië, Santa Cruz, en werd daarmee de eerste vrouw in het personeel. In 1976 nam Faber de relatie waar tussen de helderheid en spectra van sterrenstelsels en de omloopsnelheden en bewegingen van de sterren die erin zitten. De wet die daaruit voort zou komen werd de Faber-Jackson-relatie genoemd, vernoemd zichzelf en de co-auteur, Robert Jackson . Drie jaar later publiceerden zij en medewerker John S. Gallagher een baanbrekend document waarin alle bewijzen voor het bestaan van donkere materie werden verzameld die op dat moment waren gepubliceerd. In 1983 publiceerde ze origineel onderzoek waaruit bleek dat donkere materie niet was samengesteld uit snel bewegende neutrino's ("hete donkere materie") en dat het in plaats daarvan waarschijnlijk was samengesteld uit nog te ontdekken langzaam bewegende deeltjes ("koude donkere materie").
Rond 1984 werkte Faber samen met Joel Primack, George Blumenthal en Martin Rees om hun theorie over hoe donkere materie deel uitmaakte van de vorming en evolutie van sterrenstelsels op te helderen. Dit was het eerste voorstel van hoe sterrenstelsels zijn gevormd en geëvolueerd van de Big Bang tot vandaag. Hoewel sommige details onjuist zijn gebleken, blijft het artikel het huidige werkparadigma voor structuurinformatie in het universum. Zij en haar medewerkers ontdekten snelle melkwegstromen.
In 1985 was Faber betrokken bij de bouw van de Keck-telescoop en de bouw van de eerste wide-field planetaire camera voor de Hubble Space Telescope. UC Berkeley natuurkundige Jerry Nelson ontwierp de Keck-telescoop, maar Faber hielp het idee om grote optische telescopen over de hele wereld te verkopen. De Keck-telescoop is de op een na grootste optische telescoop ter wereld, met een primaire spiegel van 10 meter die bestaat uit 36 hexagonale segmenten.
Sandra Faber was co-voorzitter van de Science Steering Committee, die toezicht hield op het eerste instrument voor Keck I. Ze bleef ook aandringen op een hoge optische kwaliteit voor de primaire spiegel van de Keck I en ging ook door met werken aan de Keck II.
In de late jaren tachtig raakte Faber betrokken bij een achtjarig project genaamd de "Seven Samurai"-samenwerking, die probeerde de grootte en de omloopsnelheid van 400 sterrenstelsels te categoriseren. Hoewel dit doel niet werd bereikt, ontwikkelde de groep een manier om de afstand tot een sterrenstelsel te schatten, wat een van de meest betrouwbare manieren werd om de totale dichtheid van het universum te meten.
In 1990 assisteerde ze bij de inbedrijfstelling van de wide-field planetaire camera voor de Hubble Space Telescope. Ze noemt dit een van de meest opwindende en bekende fasen van haar carrière. Na het lanceren van de Hubble Telescoop bleek er een serieus probleem te zijn met het optische systeem. Faber en haar team hielpen met het vaststellen van de oorzaak hiervan als sferische aberratie. In 1995 werd Faber benoemd tot universitair professor aan de UCSC.
Faber was ook de hoofdonderzoeker van het Nuker-team, dat de Hubble-ruimtetelescoop gebruikte om naar superzware zwarte gaten in de centra van sterrenstelsels te zoeken. Een van haar meest recente werken omvat de toevoeging van een nieuwe optische spectrograaf voor de Keck II-telescoop, die in 1996 voor het eerst werd gebruikt. De nieuwe toevoeging zou de kracht van de Keck II voor het waarnemen van verre sterrenstelsels 13 maal vergroten. Ze heeft ook samengewerkt met andere wetenschappers om het CANDELS-project te maken, het grootste overzicht van het universum dat is genomen door de Hubble-telescoop.
Bij UCSC richt ze haar onderzoek op de evolutie van de structuur in het universum en de evolutie en vorming van sterrenstelsels. Daarnaast leidde ze de ontwikkeling van het DEIMOS-instrument op de Keck-telescopen om spectra van verre sterrenstelsels te ontdekken. Op 1 augustus 2012 werd ze interim-directeur van de Observatoria van de Universiteit van Californië.
Sandra Faber is co-redacteur van het Jaaroverzicht van Astronomie en Astrofysica.

## Onderscheidingen en prijzen
- Bart J. Bok Prize, Harvard University (1978) [1]
- Nationale Academie van Wetenschappen (verkozen 1985)
- Dannie Heineman Prize for Astrophysics (1985) [7][8]
- American Philosophical Society (gekozen 2001)
- Harvard Centennial Medal (2006)
- Bower Award and Prize for Achievement in Science, Franklin Institute (2009)
- Henry Norris Russell Lectureship, American Astronomical Society (2011)
- Bruce Medal, Astronomical Society of the Pacific (2012)
- Karl Schwarzschild-medaille, Duitse Astronomische Vereniging (2012)
- National Medal of Science (2012)  [9]
- Gruber Prize in Cosmology (2017)  [10]
- Annette de Vaucouleurs-medaille, Universiteit van Texas
- Medaille de l'Institute d'Astrophysique de Paris
- Alfred P. Sloan Foundation Fellow
- Eredoctoraten van de Universiteit van Chicago, Universiteit van Michigan, Universiteit van Pennsylvania, Swarthmore College en Williams College [11][12]
- Lid, American Academy of Arts and Sciences
- Lid, Raad van Toezicht van Harvard
- Lid van de Board of Trustees van de Carnegie Institution for Science

De planetoïde 283277 Faber is naar haar vernoemd.

## Verder lezen
- Lemonick, Michael D. (1993). The light at the edge of the universe : leading cosmologists on the brink of a scientific revolution, 1st. Villard Books, New York. ISBN 978-0679413042.